# Susumu Hirasawa
Susumu Hirasawa (平沢 進 Hirasawa Susumu?) nacido el 1 de abril de 1954 en Tokio, Japón, es músico, cantautor, productor discográfico, guitarrista, arreglista y compositor.  Y es un artista conocido en Occidente especialmente por sus trabajos en varias bandas sonoras para diferentes proyectos de anime. La serie de anime más conocida para la que ha colaborado ha sido Berserk, una de las obras más destacadas de Kentaro Miura, el mangaka japonés. Trabajó además con Satoshi Kon, el artista manga y director de películas de anime en Paranoia Agent, Millennium Actress y Paprika. Así Hirasawa lleva una larga carrera a sus espaldas como artista musical.
En 1972, se inscribió en Tokyo Designer Gakuin College. De 1973 a 1978 formó su primera banda, Mandrake, un grupo de rock progresivo influenciado por King Crimson y Yes. En 1979 formó una banda de techno-pop llamada P-MODEL con Katsuhiko Akiyama y dos miembros más de Mandrake, Yasumi Tanaka y Sadatoshi Tainaka. Lanzaron una serie de álbumes a lo largo de la década de los 80 cambiándose miembros de la banda excepto Hirasawa.  En diciembre de 1988 P-MODEL suspendió sus actividades declarando la "congelación" de la banda. 
Aparte de la actividad de la banda P-MODEL, Hirasawa formó en 1984 la unidad musical experimental "Shun" (旬, lit. Temporada) que continuaría hasta 1996. 
 
En 1989 Hirasawa comenzó su trabajo en solitario mientras empezó a reactivar P-MODEL (conocida como "Kaitou P-MODEL" (lit. P-MODEL descongelada) entre sus fans) desde septiembre de 1991 hasta octubre de 1993 con Katsuhiko Akiyama, Hikaru Kotobuki y Yasuchika Fujii. En noviembre de 1994 Hirasawa formó la nueva P-MODEL "revisada" (conocida como "Kaitei P-MODEL" entre sus fans) que continuó hasta diciembre de 2000 con Kenji Konishi, Hajime Fukuma y Wataru Kamiryo. En 2004 Hirasawa empezó una nueva unidad conocida como Kaku P-MODEL, la cual es efectivamente un continuación en solitario de P-MODEL.

Hirasawa ha utllizado muy activamente Internet y los contenidos digitales en sus actividades musicales. Sigue persiguiendo su propio estilo como músico. En 1997 fundó la compañía Chaos Union como despacho privado. En 1999 rescindió el contrato con Nippon Columbia y empezó a distribuir su música en archivos MP3 a través de internet. Se la considera el primer artista japonés de una gran discográfica en distribuir su música en formato MP3.  En 2003 Hirasawa distribuyó gratuitamente sus dos canciones (High minded-castle y Love song - versión de 2003) en su sitio web como expresión de protesta contra la guerra de Irak.

Hirasawa también empezó a utilizar su originalidad en conciertos en directo. En 1994 ofreció su primer "Interactive Live Show", el concierto multimedia con participación simultánea del público mediante ordenadores e infografías. Y su séptimo concierto, "Interactive Live Show 2000 Las aletas de los sabios (賢者のプロペラ)“ fue galardonado con el Gran Premio de Contenidos Digitales del Ministro de Economía, Comercio e Industria 
.  Desde su sexto concierto "WORLD CELL" (1998) surgió un sistema de "audiencia en casa", lo que permite a la gente asistir actuación en directo a través de internet fuera de la sala de conciertos.  Con este sistema original, tanto los espectadores como "la audiencia en casa" pueden colaborarse para hacer avanzar el desarrollo del concierto, lo que han atraído mucho a sus fans.　

En 2019 y 2021 Hirasawa actuó con Ejin (会人) en Fuji Rock Festival, uno de los destacados festivales de rock japonés.  Y en marzo de 2022 realizó su 15.ª actuación interactiva en directo "ZCON" en Tokio.

## Discografía
Véase el detalle en su sitio web oficial

Álbums de estudio
- 1989/09/01 - Water in Time and Space (時空の水)
- 1990/05/25 - The Ghost in Science (サイエンスの幽霊)
- 1991/05/25 - Virtual Rabbit
- 1994/02/25 - Aurora
- 1995/08/02 - Sim City (álbum)
- 1996/08/01 - Siren (サイレーン)
- 1998/08/21 - Technique of Relief (救済の技法)
- 2000/10/06 - Philosopher's Propeller (賢者のプロペラ)
- 2003/02/13 - Blue Limbo
- 2006/02/02 - White Tiger Field (白虎野)
- 2009/02/18 - Planet Roll Call (点呼する惑星?)
- 2012/11/23 - The Secret of the Flowers of Phenomenon (現象の花の秘密?)
- 2015/11/18 - The Man Climbing the Hologram (ホログラムを登る男)
- 2021/07/28 - Beacon

Álbums como Kaku P-MODEL
- 2004/10/07  - VISTORON
- 2013/11/06  - гипноза (Gipnoza)
- 2018/09/05  - Kai=Kai  (回＝回)

Álbums como Shun
- 1984/02 - OOPARTS
- 1994/10/22 - Landscapes
- 1994/10/22 - Keisanjo-no Kum Mae (計算上のKum Mae, lit. Kum Mae de cálculo)

Álbums como P-MODEL
- 1979/08/25 - IN A MODEL ROOM
- 1980/04/25 - LANDSALE
- 1981/03/25 - Potpourri
- 1981/03/01 - Perspective
- 1984/02/25 - ANOTHER GAME
- 1985/10/25 - KARKADOR
- 1986/06/25 - ONE PATTERN
- 1992/02/26 - P-MODEL
- 1993/03/25 - Big Body
- 1995/12/09 - FUNE   (舟)
- 1997/11/29 - Electronic Tragedy / ~Enola (電子悲劇/~ENOLA +6)
- 1999/09/01 - Music Industrial Wastes ～ P-MODEL OR DIE  (音楽産業廃棄物 ～ P-MODEL OR DIE)

Vídeos con el nombre de Susumu Hirasawa
- 1990/09/20 - Error
- 1994/10 - Making of Tokyo paranesian
- 1994/11 - ERROR ENGINE primera parte - Tres actos de Hirasawa (平沢三幕三時間　ERROR ENGINE (上))
- 1994/11 - ERROR ENGINE segunda parte - Tres actos de Hirasawa (平沢三幕三時間　ERROR ENGINE (下))
- 1995/12 - Interactive Live Show 1995 SIM CITY
- 1997/01/21 - Interactive Live Show 　Siren (架空のソプラノ)
- 2001/05/15 - Interactive Live Show  Philosopher's propeller (賢者のプロペラ　Versión 1.4)
- 2002/09/24 - Live Solar Ray Hirasawa Energy Works Solar Live
- 2003/11/26 - Interactive Live Show 2003 Limbo-54
- 2006/09/19 - Ice-9 Live＆talk event (Green Nerve presents 反射の集いは氷の9)
- 2007/10/31 - Interactive Live Show 2006 Live Byakkoya (LIVE 白虎野)
- 2008/08/18 - P-0 (ピー・スーン)
- 2008/10/30 - PHONON 2550 VISION
- 2009/09/15 - PHONON 2551 VISION
- 2010/02/15 - Interactive Live Show 2009 Live Planet Roll Call　 (LIVE 点呼する惑星)
- 2011/05/30 - PHONON 2553 VISION
- 2011/11/30 - Tokyo I-jigen Kudou  DVD (東京異次弦空洞)
- 2013/08/19 - PHONON 2555 VISION
- 2015/01/28 - Interactive Live Show 2013 Nomonos and Imium DVD  (ノモノスとイミューム)
- 2017/04/13 - DVD  HYBRID PHONON
- 2019/07/11 - WORLD CELL 2015 DVD
- 2021/03/28 - Daiku manchara　(lit. La novena Mandara) (第9曼茶羅)

Vídeos como Kaku P-MODEL
- 2005/04/01 - Live VISTORON (DVD)
- 2015/06/03 - Parallel Kozak (DVD)
- 2022/10/21 - Kai=Kai (回＝回) (DVD)

Vídeos como P-MODEL
- 1988/07/01 - Sankai no jintai chizu (lit. Mapa del cuerpo humano en los tres mundos) (三界の人体地図)
- 1992/09/02 - VIDEO Bitmap　1979-1992
- 1996/01　-　Ending error 30/09/95 TOKYO  (DVD desde 2009/09/15)
- 2000/04/04 - P-MODEL OR DIE (LIVE VIDEO 音楽産業廃棄物-P-MODEL OR DIE) (DVD desde 2011/03/15)

Bandas sonoras
- 1991/07/25 Detonator Orgun I - Nacimiento
- 1991/10/25 Detonator Orgun II - Persecución
- 1992/03/25 Detonator Orgun III - Batalla decisiva
- 1996/08/01 Glory Wars
- 1993/01/25 Kamui Mintara[12]
- 1997/11/01 Berserk - Forces-
- 1997/11/06 Berserk original soundtrack (Kenpu-denki)
- 1999/04/25 Lost Leyend (=Tierra perdida de la leyenda, las canciones de espectáculo de "Parque España" (Mie, Japón))
- 1999/12/15 Berserk - Halcón milenario, capítulo de la flor perdida (videojuegos)
- 2002/09/06 Millennium Actress (= Chiyoko, la actriz milenaria) (CD-EXTRA)
- 2004/05/12 Paranoia Agent
- 2004/11/25 Berserk - Halcón milenario, capítulo del registro de la guerra del Demonio santo
- 2006/11/23 Paprika (anime) (CD-EXTRA)
- 2007/06/07 Música para vídeo - el mundo de banda sonora de Susumu Hirasawa[13]
- 2012/02/04 Aria en Berserk, La edad de Oro 　Un huevo del rey supremo
- 2016/09/14 Ash Crow - Banda sonora de Berserk
- 2023/05/06 Expedición (canción emitida en la serie de TV Berserk Edición memorial, Distribución digital)[14]

Otras obras (proyectos, contenidos descargables, álbums y etc.)
- 2004/01/10 - SWITCHED-ON LOTUS  (CD)
- 2005/08/31 - ICE-9 (CD)[15]
- 2008/04/23 - Phonon2550 Live  (CD)[16]
- 2008/06/25 - Tetragrammaton (CD)[17]
- 2010/06/23 - Totsu-gen-hen-i (=突弦変異, lit. mutación de cuerda)　(CD)
- 2017/12/21 - The 6th formant (mp3)

## Interactive Live Show
1. 10/11/21 de mar, 1994 Aurora Tour 1994 Interactive Live 'Leyenda de aurora'
2. 13/14 de jun y 02 de dic, 1994 Tokyo Paranesian
3. 13 de dic, 1994 1 days '94 'Adios Jay'
4. 01/04/06 de sep, 1995 Interactive Live Show 'Sim City Tour'
5. 02/04/05 de sep, 1996 Interactive Live Show Vol.5 Siren
6. 21/27 de oct, 1998 Interactive Live Show 'World Cell'
7. 11/12 de nov y 06/18 de dic, 2000 Interactive Live Show 'Aletas del sabio'
8. 28/29 de abr y 04/05 de may, 2003 Interactive Live Show 'Limbo-54'
9. 01/03/04 de ｍay, 2006 Interactive Live Show 'Live Byakkoya'
10. 16/17/18 de abr, 2009 Interactive Live Show 'Planet Roll Call'
11. 24/25/26 de ene, 2013 Interactive Live Show 'Nomonos and Imium'
12. 27/28/29 de nov, 2015 Interactive Live Show 'World Cell 2015'
13. 25/26 (2 actuaciones) de mar, 2022 Interactive Live Show 'ZCON'